# Orkesta socken
Orkesta socken i Uppland ingick i Seminghundra härad, ingår sedan 1971 i Vallentuna kommun och motsvarar från 2016 Orkesta distrikt.
Socknens areal är 22,35 kvadratkilometer, varav 21,72 land. År 2000 fanns här 1 075 invånare. Tätorten Lindholmen med Lindholmens gård, där man tror att Gustav Vasa föddes, samt sockenkyrkan Orkesta kyrka ligger i socknen.  

## Administrativ historik
Orkesta socken har medeltida ursprung. 
Vid kommunreformen 1862 övergick socknens ansvar för de kyrkliga frågorna till Orkesta församling och för de borgerliga frågorna till Orkesta landskommun. Landskommunen uppgick 1952 i Vallentuna landskommun som 1971 ombildades till Vallentuna kommun. Församlingen uppgick 2006 i Vallentuna församling.
1 januari 2016 inrättades distriktet Orkesta, med samma omfattning som församlingen hade 1999/2000. 
Socknen har tillhört län, fögderier, tingslag och domsagor enligt vad som beskrivs i artikeln Seminghundra härad. De indelta soldaterna tillhörde Upplands regemente, Hundra Härads kompani och Livregementets dragonkår, Livskvadronen, Livkompaniet.

## Geografi
Orkesta socken ligger norr om Vallentuna. Socknen är en slättbygd som i norr är skogbevuxen.

## Fornlämningar

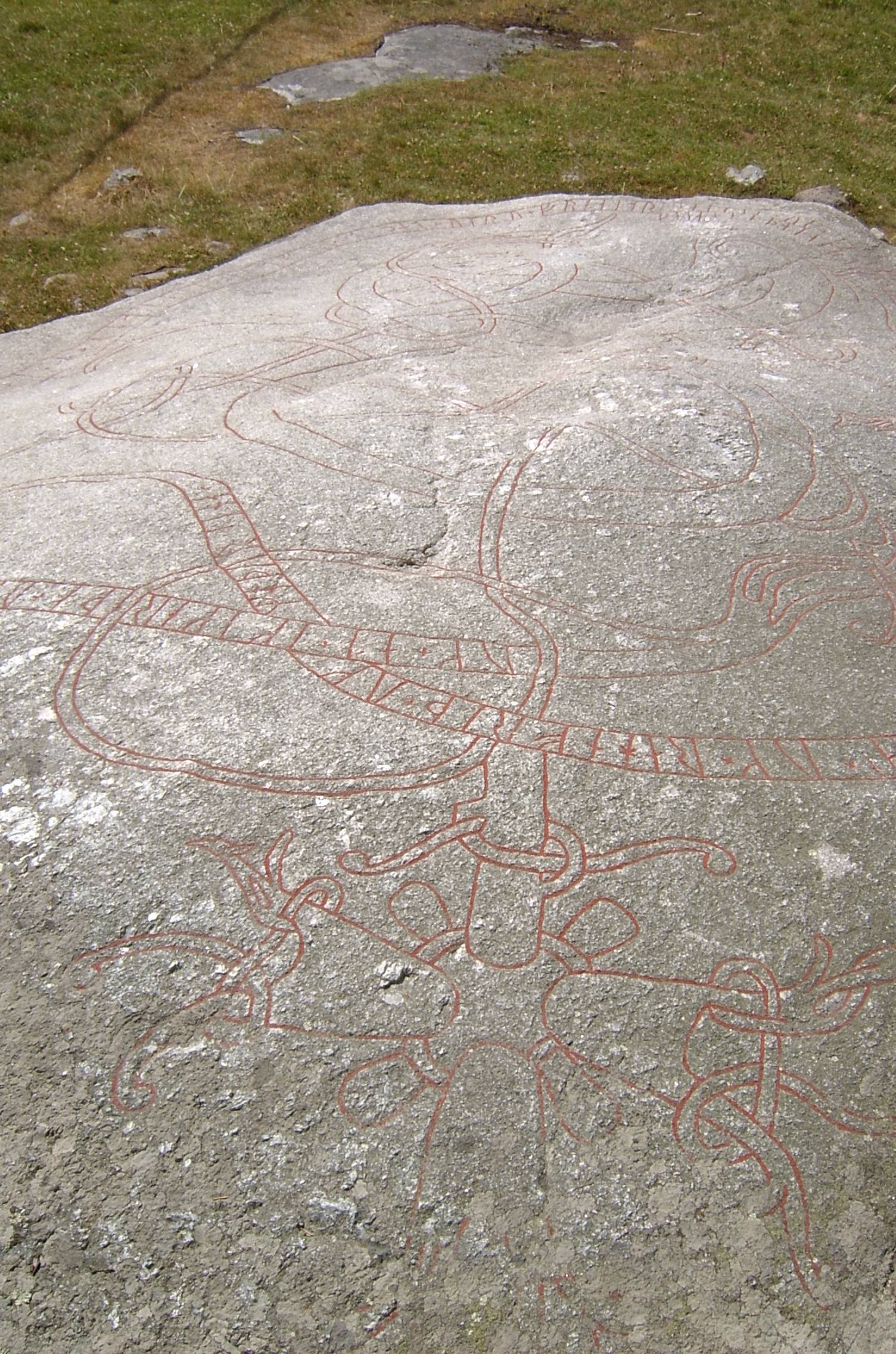
Granbyhällen (U 337).

Från järnåldern finns 38 gravfält. Tolv runstenar och en runhäll har påträffats.

## Befolkningsutveckling
| Befolkningsutvecklingen i Orkesta socken 1750–2000 | Befolkningsutvecklingen i Orkesta socken 1750–2000 | Befolkningsutvecklingen i Orkesta socken 1750–2000 | Befolkningsutvecklingen i Orkesta socken 1750–2000 | Befolkningsutvecklingen i Orkesta socken 1750–2000 |
| -------------------------------------------------- | -------------------------------------------------- | -------------------------------------------------- | -------------------------------------------------- | -------------------------------------------------- |
|                                                    |                                                    |                                                    |                                                    |                                                    |
| År                                                 |                                                    |                                                    | Folkmängd                                          |                                                    |
| 1750                                               | 1750                                               |                                                    | 349                                                |                                                    |
| 1760                                               | 1760                                               |                                                    | 329                                                |                                                    |
| 1769                                               | 1769                                               |                                                    | 358                                                |                                                    |
| 1780                                               | 1780                                               |                                                    | 357                                                |                                                    |
| 1790                                               | 1790                                               |                                                    | 334                                                |                                                    |
| 1800                                               | 1800                                               |                                                    | 344                                                |                                                    |
| 1810                                               | 1810                                               |                                                    | 358                                                |                                                    |
| 1820                                               | 1820                                               |                                                    | 326                                                |                                                    |
| 1830                                               | 1830                                               |                                                    | 345                                                |                                                    |
| 1840                                               | 1840                                               |                                                    | 339                                                |                                                    |
| 1850                                               | 1850                                               |                                                    | 381                                                |                                                    |
| 1860                                               | 1860                                               |                                                    | 353                                                |                                                    |
| 1870                                               | 1870                                               |                                                    | 420                                                |                                                    |
| 1880                                               | 1880                                               |                                                    | 457                                                |                                                    |
| 1890                                               | 1890                                               |                                                    | 430                                                |                                                    |
| 1900                                               | 1900                                               |                                                    | 464                                                |                                                    |
| 1910                                               | 1910                                               |                                                    | 417                                                |                                                    |
| 1920                                               | 1920                                               |                                                    | 481                                                |                                                    |
| 1930                                               | 1930                                               |                                                    | 464                                                |                                                    |
| 1940                                               | 1940                                               |                                                    | 416                                                |                                                    |
| 1950                                               | 1950                                               |                                                    | 441                                                |                                                    |
| 1960                                               | 1960                                               |                                                    | 442                                                |                                                    |
| 1970                                               | 1970                                               |                                                    | 420                                                |                                                    |
| 1980                                               | 1980                                               |                                                    | 781                                                |                                                    |
| 1990                                               | 1990                                               |                                                    | 955                                                |                                                    |
| 2000                                               | 2000                                               |                                                    | 1075                                               |                                                    |

## Namnet
Namnet skrevs 1344 Orkasta och är övertaget från en by. Förleden kan innehålla mansnamnet Orökia som betyder 'slarver. Efterleden är sta(d), 'ställe'.